# Корпус Кнерцера
Корпус Кнерцера — загальновійськове з'єднання (армійський корпус) Імператорської армії Німеччини.

## Історія
Створений на початку 1918 в контексті німецького входження в Україну на прохання уряду УНР. Базою стала 7-а Вюртемберзька дивізія ландверу (яка стояла на фронті 4-ї австро-угорської армії в районі Ковеля). Командувачем призначили генерал-лейтенанта Карла-Альберта фон Кнерцера (Knoerzer), який щойно в лютому 1918 року отримав звання генерала. 
Підрозділи корпусу увійшли в Луцьк надвечір 18 лютого, далі рухалися на Рівне. 
В кінці березня корпус з району Києва виступив в напрямку Катеринослава. 4 квітня Катеринослав був узятий з боєм. Після заняття міста в ньому було розстріляно 500 червоноармійців, а на Вокзальній площі було проведено парад.
Великі битви:
- Бій за Катеринослав
- Бій за Синельникове
- Бої за Горлівку
- Бій за Таганрог
- Червоний десант (операція)

## Склад
- 7-а Вюртемберзька дивізія ландверу — Карл Гец
- 45-а Саксонська дивізія ландверу
- 4-а баварська кавалерійська бригада
- 2-га кавалерійська дивізія — оберст Артур Бопп
- 215-а піхотна дивізія
- 20-та ландверна дивізія — Густав Арнім
- кілька ескадронів уланів окремих іменних полків
- авіаційний загін № 27.

## Командування
- 1918 — Карл Альберт фон Кнерцер